# GEグロリア
グレミオ・エスポルチーヴォ・グロリア（ポルトガル語: Grêmio Esportivo Glória）は、ブラジル・リオグランデ・ド・スル州ヴァカリアを本拠地とするサッカークラブ。

## 歴史
1956年11月15日設立。1988年にカンピオナート・ガウショ・ディヴィソン・デ・アセッソを制した。

## 本拠地
本拠地はエスタジオ・アウトス・ダ・グロリア。収容人数は8000人。

## タイトル
- カンピオナート・ガウショ・ディヴィソン・デ・アセッソ: 1988

## 歴代所属選手
- ツゥット 1997-98
- ドウグラス・デ・メデイロス・リナルディ 2003
- エデル 2016
- バレー 2016